# 1762
Cette page concerne l'année 1762  du calendrier grégorien. Pour l'année 1762 av. J.-C., voir 1762 av. J.-C.
L'année 1762 est une année commune qui commence un vendredi.

## Événements
- 8 janvier-16 février : la Martinique est conquise par les Britanniques de Rodney[1]. Grenade, Saint-Vincent, Sainte-Lucie et Tobago sont prises durant le premier trimestre[2].

- 5 février : une nouvelle invasion afghane en Inde provoque le wadda ghalughara (second holocauste)[3]. De nombreux Sikhs sont massacrés près de Malerkotla[4].

- 13 juin : début du siège de La Havane par les Britanniques[1].

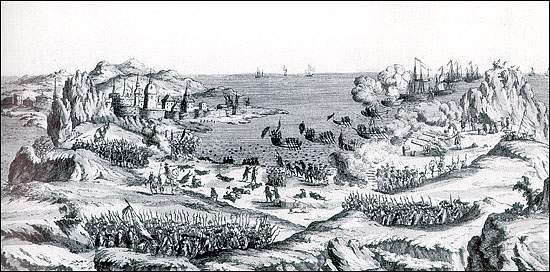
27 juin : les Français attaquent Saint-Jean (Terre-Neuve-et-Labrador)

- 27 juin : capitulation du fort de Saint-Jean de Terre-Neuve tenu par les Britanniques[5].
- 6 août : le Parlement de Paris rend un arrêt supprimant la Compagnie de Jésus. Les Jésuites sont expulsés de Guyane[6].

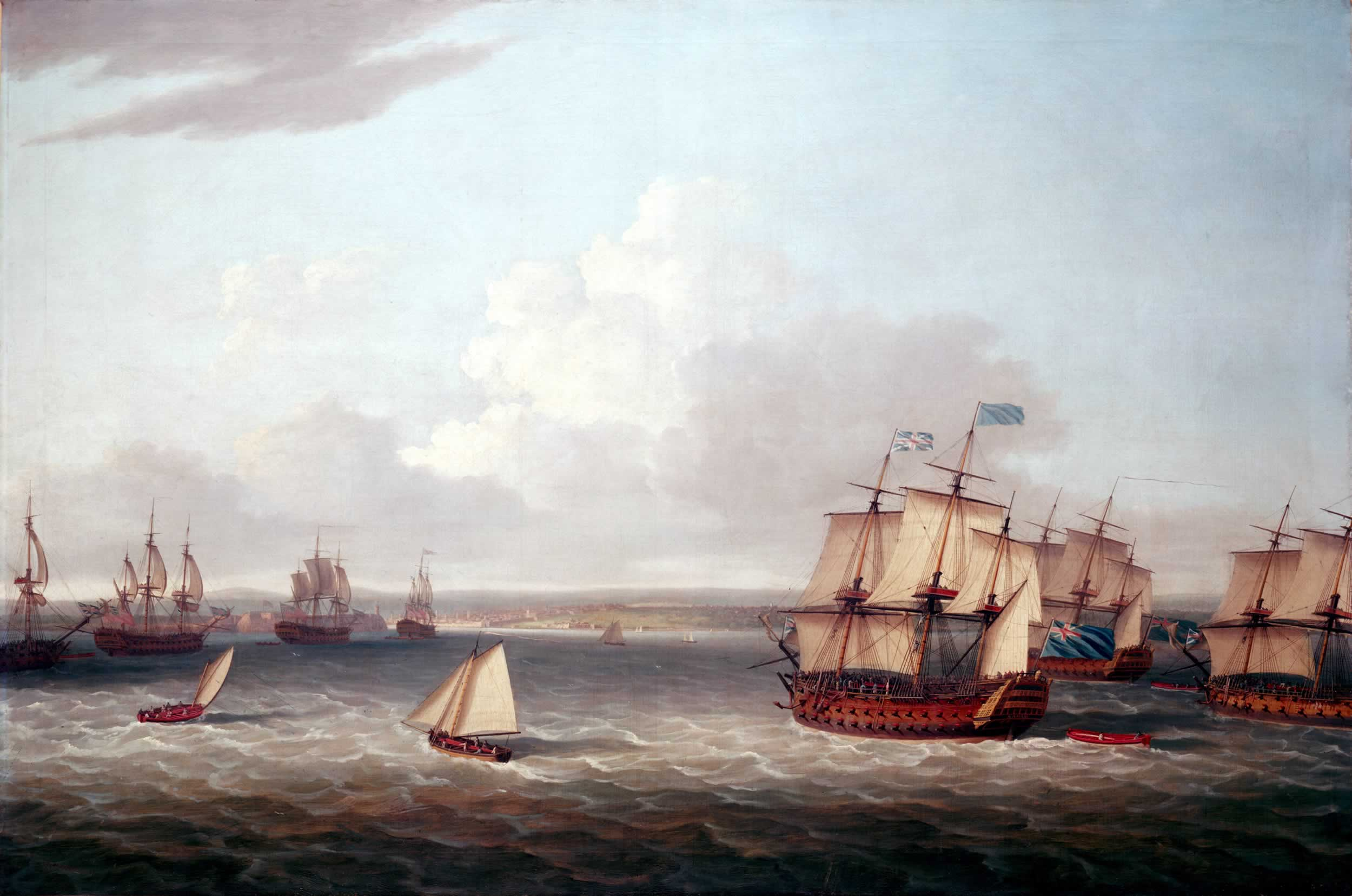
10 août : la flotte britannique entre à La Havane.

- 12 août : le comte d’Albemarle et Pocock prennent La Havane aux Espagnols[1].
- Août : Jamphel Gyatso (1758–1804) est intronisé à Lhassa comme le huitième dalaï-lama[7]. Il se désintéresse des affaires temporelles.

- 15 septembre : 
  - victoire britannique sur la France à la bataille de Signal Hill[8].
  - début du règne de Go-Sakuramachi, impératrice du Japon (fin en 1771)[9].
- 18 septembre : capitulation du Fort de Saint-Jean de Terre-Neuve tenu par les Français[1].
- 24 septembre-6 octobre : victoire britannique à la bataille navale de Manille[10].

- 6 octobre : l’amiral britannique Samuel Cornish s’empare de Manille aux Philippines[11] et des trésors du galion de cette ville (fin en 1764).
- 29 octobre : le gouverneur de Buenos Aires Pedro de Cevallos reprend Colonia del Sacramento au Portugal[12].

- 3 novembre : traité  de Fontainebleau ; la France cède la Louisiane à l'Espagne pour lutter contre l’hégémonie britannique dans la région[13].

- Fondation d’une troisième République marron au Suriname avec un conseiller hollandais au côté du chef noir[14]. Traité de 1762 avec les Saramaka, de 1767 avec les Matawai[15].

### Europe
- 2 janvier : l’Espagne déclare la guerre à la Grande-Bretagne en vertu d’une clause secrète du Pacte de famille de 1761[16].
- 4 janvier : la Grande-Bretagne déclare la guerre à l’Espagne[17].
- 9 janvier : Établissement d’une chancellerie commune à l’Autriche et à la Bohême[18] et de gouvernements régionaux.
- 20 janvier : abolition de la servitude personnelle en Savoie[19].

- 16 mars : 
  - trêve de Stargard entre la Russie et la Prusse[20]
  - loi du grand conseil à Venise. L'autorité du conseil des dix et de son tribunal sur les nobles est confortée[21]. Échec de la contestation conduite par Angelo Querini (it).

- 7 avril : armistice de Ribnitz entre la Suède et la Prusse[20].
- 15 avril : institution du service militaire perpétuel aux frontières de la Transylvanie par Marie-Thérèse[22]. Face à l’agitation paysanne, Vienne organise en Transylvanie des régiments de gardes-frontières roumains dont les membres sont libérés du servage. Les paysans szeklers (Sicules), jusque-là libres, sont astreints au service dans la frontière militaire et se révoltent en septembre (fin en 1764)[23].

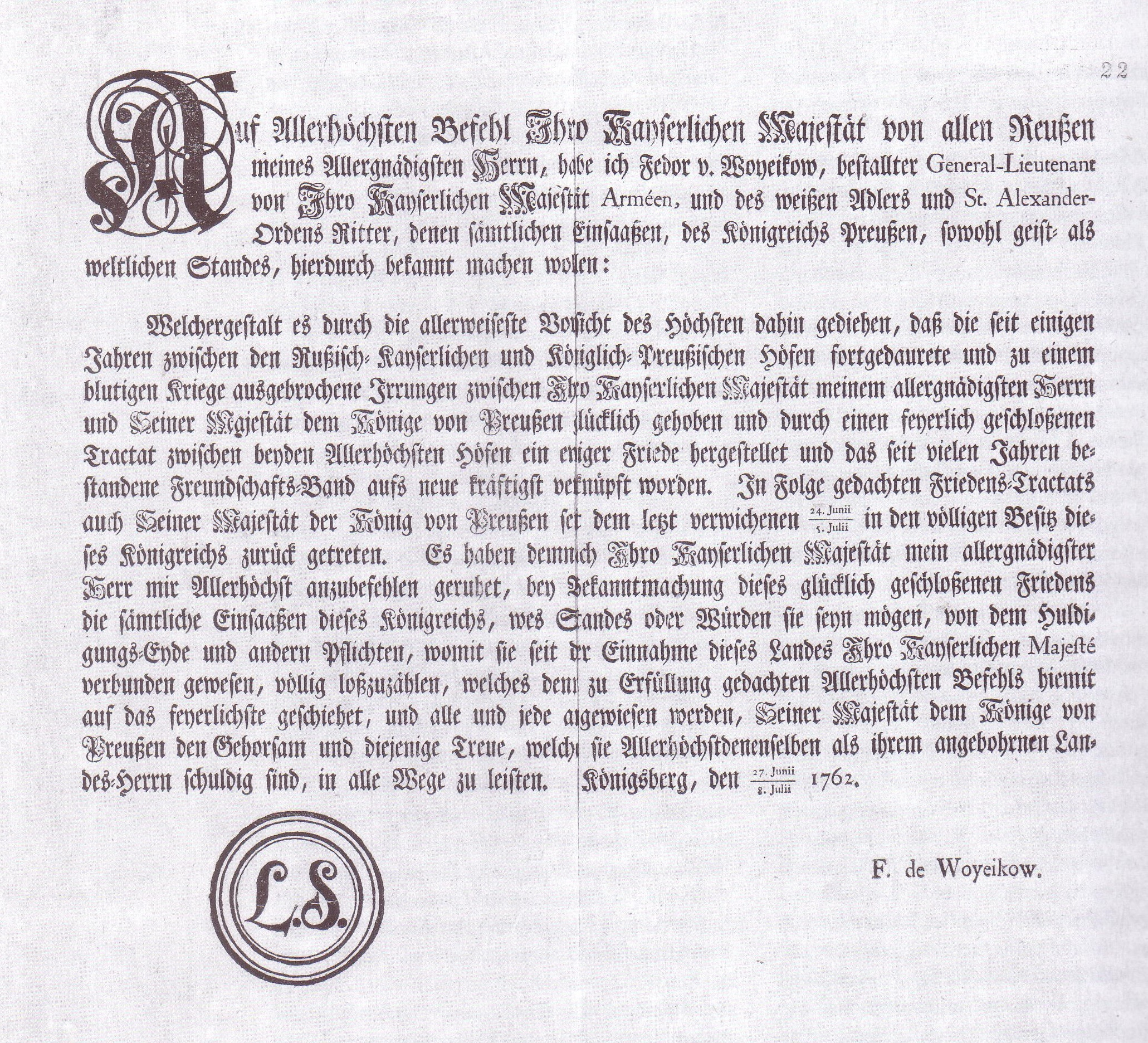
5 mai : traité de Saint-Pétersbourg.

- 5 mai : traité de Saint-Pétersbourg[20]. Pierre III de Russie signe la paix avec la Prusse et renonce aux conquêtes de la Poméranie et de la Prusse-Orientale.

- 18 mai : le Portugal, envahi par l'Espagne pour son refus de fermer ses ports aux navires britanniques, déclare la guerre à l'Espagne et à la France[24].
- 22 mai : traité de Hambourg entre la Suède et la Prusse[20].
  - Alliance entre la Russie et la Prusse. La Suède, isolée au nord, se retire de la coalition. La France doit choisir le retour à la paix.
- 26 mai : début du ministère tory du comte John Stuart Bute, Premier ministre du Royaume-Uni (fin en 1763)[25].

- 19 juin : L’Émile et le Contrat social de Jean-Jacques Rousseau sont condamnés par le Conseil de Genève[26].

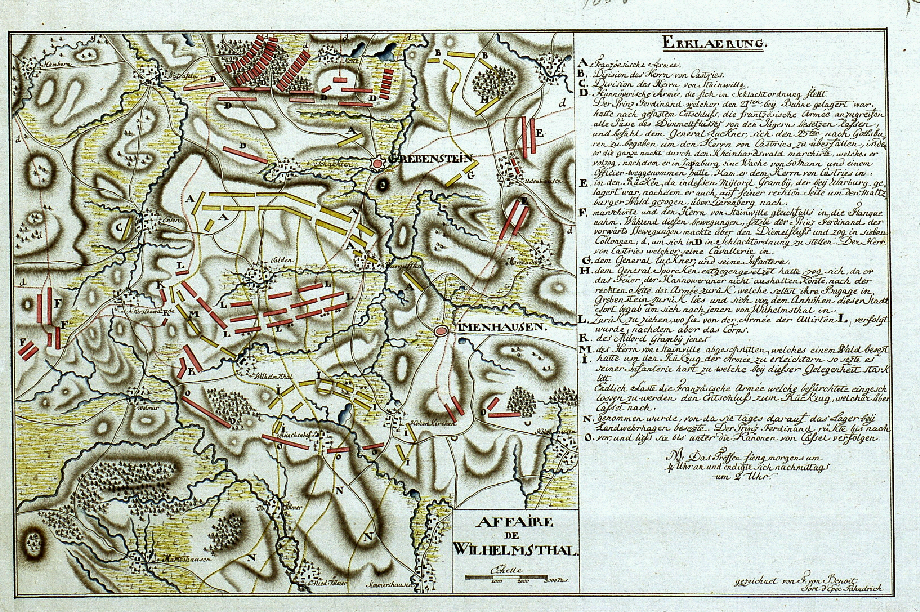
24 juin : bataille de Wilhelmsthal

- 24 juin : défaite de la France à la bataille de Wilhelmsthal[27].

- 21 juillet : victoire de la Prusse sur l'Autriche à la bataille de Burkersdorf[28].
- 23 juillet : victoire de Ferdinand de Brunswick sur la France et la Saxe à la seconde bataille de Lutterberg[28].

- 8 août : Frédéric II de Prusse commence le siège de Schweidnitz[28].
- 25 août : Prise d'Almeida par les Espagnols qui ont envahi le Portugal[29].
- 30 août : défaite de Ferdinand de Brunswick à la bataille de Johannisberg ou de Nauheim[27].

- 1er octobre : Le  prince-évêque de Liège accorde au magistrat de Spa le privilège exclusif de tenir une maison de jeu[30]. En 1763 commence la construction de la Redoute[31], considéré comme le premier casino au monde.
- 9 octobre : reddition de Schweidnitz[28].

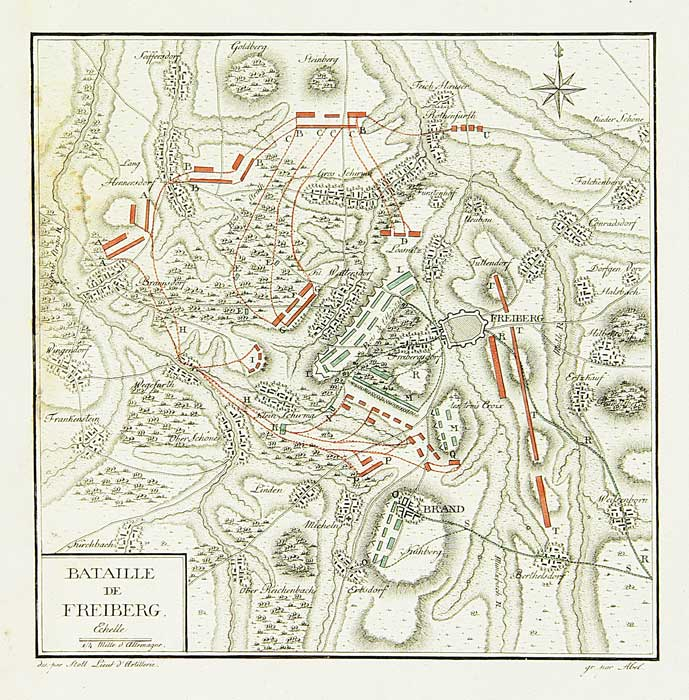
29 octobre : bataille de Freiberg.

- 29 octobre : victoire des Prussiens du prince Henri sur l'Autriche à la bataille de Freiberg[28].

- 3 novembre : signature des préliminaires de Fontainebleau[20].
- 7 novembre : prise de Cassel par le prince Ferdinand de Brunswick par capitulation[27].

- Réforme de la chambre des comptes et création d’une Cour des comptes en Autriche. Herberstein devient président de la chambre des comptes à Vienne[32].

- Dans les États des Habsbourg, les bulles pontificales ne peuvent être publiées qu’après autorisation du souverain[33].

#### Russie
- 5 janvier : Pierre III de Holstein-Gottorp, débile physiquement et intellectuellement, succède à sa tante Élisabeth[34].

- 1er mars (18 février du calendrier julien) : les nobles sont libérés du service militaire[35].
- 4 mars (21 février du calendrier julien) : Pierre III abolit la Chancellerie secrète et supprime la torture[36].

- 1er avril (21 mars du calendrier julien) : oukase ordonnant l’application de la loi sur la sécularisation de biens d’Église décidée par Pierre III[37].
- 5 mai (24 avril du calendrier julien) : admirateur de Frédéric II de Prusse, Pierre III signe la paix avec la Prusse et renonce aux conquêtes de la Poméranie et de la Prusse-Orientale[36].
- 25 mai : création d’une banque d’État. Cinq millions de roubles en assignats sont mis en circulation[38].

- 19 juin (8 juin du calendrier julien) : alliance avec la Prusse[37]. 18 000 hommes (Tchernychev) partent en Silésie.

- 23 juin (12 juin du calendrier julien) : Pierre III quitte Saint-Pétersbourg pour Oranienbaum[36]. Il inaugure une Église luthérienne pour ses soldats à Oranienbaum et proclame l’égalité des droits entre les Églises protestantes et l’Église orthodoxe. Sa politique intérieure favorise le complot militaire (Alexis et Grégoire Orlov, N. I. Panine) qui porte sa femme Sophie d’Anhalt-Zerbst, une princesse d’origine allemande, au pouvoir sous le nom de Catherine II le 28 juin (9 juillet du calendrier grégorien). Pierre III abdique puis sera assassiné peu après, étranglé, peut être par Alexeï Orlov dans des circonstances mystérieuses.

- 9 juillet : accession au pouvoir de la tsarine Catherine II de Russie (la Grande)[28].
- 14 juillet (3 juillet du calendrier julien) : oukase protégeant les gentilshommes propriétaires[39] (ils sont libérés du service obligatoire de l’État). La noblesse devient un ordre à privilège orienté vers la mise en valeur des terres. Cette réforme fait croire aux serfs à l’abolition du servage (ils sont serfs pour servir l’État), qui au contraire, se durcit. 53 révoltes paysannes éclateront de 1762 à 1769 en Russie centrale.
- 17 juillet : Pierre III est assassiné dans des circonstances troubles[34].

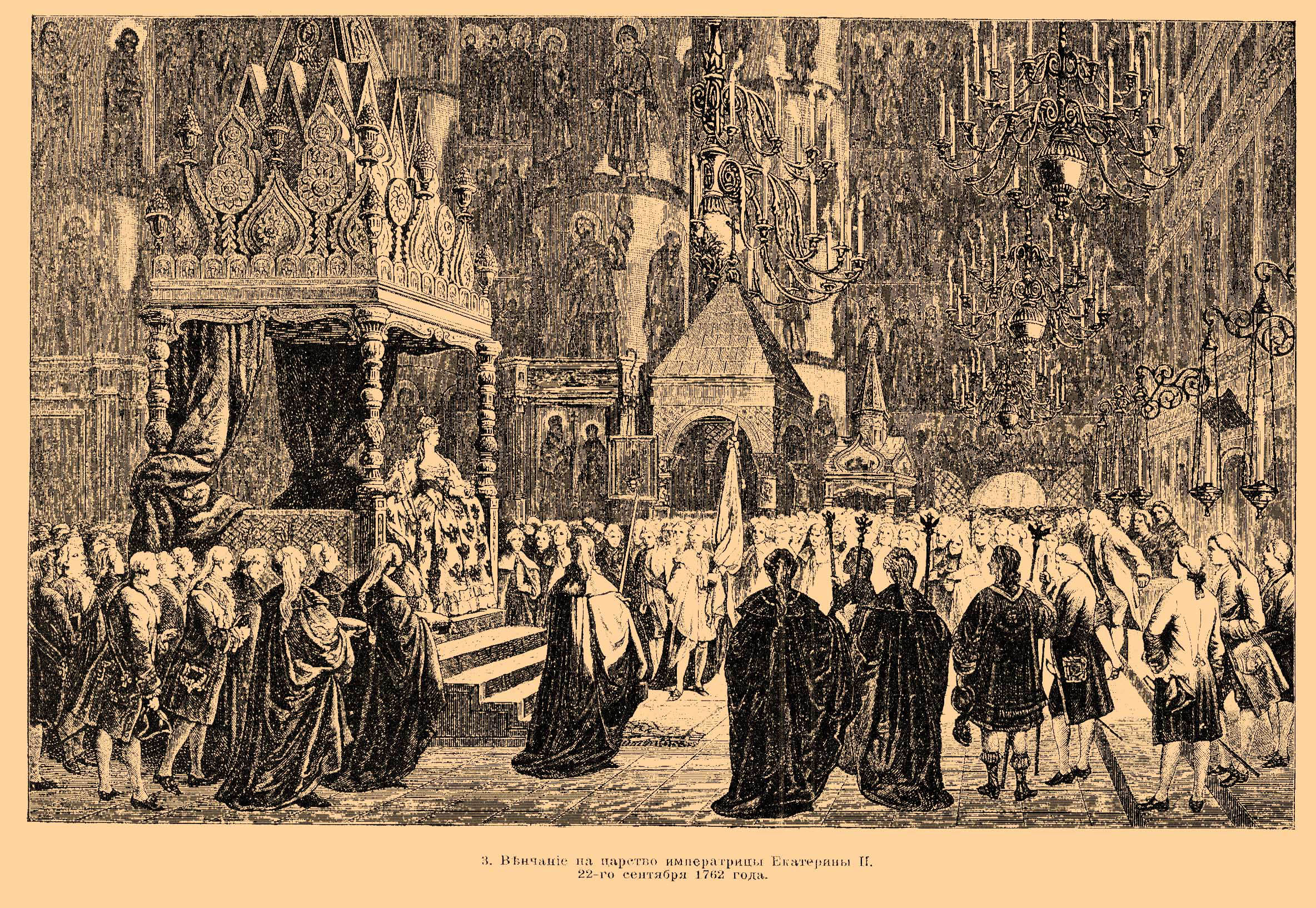
3 octobre : couronnement de Catherine II de Russie.

- 5 août : Biron est rétabli dans son duché de Courlande par Catherine II[41].
- 11 août (31 juillet du calendrier julien) : suppression de tous les monopoles[42].
- 6 octobre : découverte d'un complot militaire contre Orlov[36].
- Décembre : Potemkine est nommé chambellan[43].

## Naissances en 1762
- 19 janvier : Jacques Balmat dit Le Mont Blanc, premier ascensionniste du mont Blanc avec Michel Paccard[44].  († septembre 1864).
- 20 janvier : Jérôme-Joseph de Momigny, compositeur, musicologue et homme politique français  († 25 août 1842).
- 22 janvier : Jean-Baptiste Wicar, peintre néo-classique et collectionneur d'art français († 7 février 1834).

- 8 février : Gia Long, premier empereur de la dynastie des Nguyễn au Viêt Nam[45]. († 3 février 1820).
- 29 février : Eberhard Wächter, peintre allemand († 14 août 1852).

- 24 mars : Ferdinand von Waldstein, musicien et mécène allemand († 26 mai 1823).

- 13 avril : Championnet, général français († 9 janvier 1800).
- 14 avril : Giuseppe Valadier, architecte, urbaniste, archéologue et orfèvre italien († 1er février 1839).
- 25 avril : Sveinn Pálsson, physicien et naturaliste Islandais († 1840).

- 10 juin : Louis Gauffier, peintre français († 20 octobre 1801).
- 16 juin : Giuseppe Bernardino Bison, peintre italien († 24 août 1844).

- 14 juillet : Joseph Lakanal homme politique français († 14 février 1845).

- 10 août : Philippe-Auguste Hennequin, peintre français († 12 mai 1833).
- 12 août : George IV, roi du Royaume-Uni (1820-1830) († 26 juin 1830),
- 1er septembre : Archambaud de Talleyrand-Périgord, militaire français et frère cadet de Charles-Maurice de Talleyrand († 28 avril 1838)

- 6 septembre : Ernst Ludwig Riepenhausen, peintre et graveur allemand († 28 janvier 1840).
- 30 septembre : Charles Philibert Gabriel Le Clerc de Juigné, militaire et parlementaire français des XVIIIe et XIXe siècles(† 14 mars 1819).

- 13 octobre : Amateur-Jérôme Le Bras des Forges de Boishardy, militaire français et chef chouan († 17 juin 1795).
- 19 octobre : Pierre Flaust, homme politique français († 20 février 1824).
- 30 octobre : André Chénier, poète français († 25 juillet 1794).

- 20 novembre : Pierre André Latreille, entomologiste français († 6 février 1833).
- 13 décembre : Louis Victoire Lux de Montmorin-Saint-Hérem, militaire français († 2 septembre 1792).

- Date précise inconnue:
  - Armand-Charles Caraffe, peintre français († 18 août 1822).
  - Giovanni Battista Gandolfi, peintre italien de l'école bolonaise († ?).
  - George Davies Harley,  acteur de théâtre et poète anglais († 28 novembre 1811).
  - Juan Sánchez Ramírez, militaire, héros et gouverneur de la colonie espagnole de Hispaniola († 12 février 1811).
  - Hipólito Vieytes, homme d’affaires, homme politique et militaire espagnol († 1815).

## Décès en 1762
- 5 janvier : Élisabeth de Russie, tsarine de Russie (° 29 décembre 1709).

- 20 février : Agostino Veracini, peintre italien de fresques à sujets religieux de l'école florentine et restaurateur d'œuvres d'art (° 1689).
- 26 février : Giovanni Michele Graneri, peintre italien (° 1708).

- 4 mars : Johannes Zick, peintre allemand (° 10 janvier 1702).
- 10 mars : Jean Calas, protestant toulousain accusé d'avoir assassiné son fils pour l'empêcher de se convertir au catholicisme (° 19 mars 1698).
- 21 mars : Nicolas-Louis de Lacaille, astronome français (° 28 ou 29 décembre 1709).
- 30 mars : Johann Georg Bergmüller, peintre rococo et fresquiste allemand  (° 15 avril 1688).

- 1er avril : Germain Louis de Chauvelin, garde des sceaux et secrétaire d’État aux Affaires étrangères de Louis XV (° 1685).

- 3 mai : Lucia Casalini, peintre italienne  (° 1677).

- 17 juin : Prosper Jolyot de Crébillon, dit Crébillon père, dramaturge français (° 13 janvier 1674).
- 12 juillet : Prince Sado, prince héritier de Période Joseon (° février 1635).

- 13 juillet : James Bradley, astronome britannique (° mars 1693).
- 14 juillet : Pierre III, empereur de Russie, assassiné (° 21 février 1728).
- 27 juillet : Edmé Bouchardon, sculpteur et dessinateur français (° 29 mai 1698).

- 31 août : Pietro Rotari, graveur et peintre italien (° 30 septembre 1707).

- 8 septembre : Étienne Montagnon, peintre et architecte français (° 1702).
- 17 septembre : Francesco Saverio Geminiani, violoniste italien (° 5 décembre 1687).

- 6 octobre : Francesco Manfredini, violoniste et compositeur italien (° 22 juin 1684).

- 9 décembre : John Hay, 4e marquis de Tweeddale,  aristocrate et homme politique écossais (° 1695).

- Date précise inconnue :
- Bernardino Zanetti, historien vénitien (° 1690).